# ستيف أونيل (رجل أعمال)
ستيف أونيل (بالإنجليزية: Steve O'Neill)‏ هو شخصية أعمال أمريكي، ولد في 18 سبتمبر 1899، وتوفي في 29 أغسطس 1983.